# The Ten-Per-Cent Solution
The Ten-Per-Cent Solution, titulado, La solución del 10 por ciento en Hispanoamérica y La solución al diez por ciento en España, es el octavo episodio de la vigesimotercera temporada de la serie de animación Los Simpson. Se emitió el 4 de diciembre de 2011 en Estados Unidos por FOX.

## Sinopsis
Durante un episodio del programa del Payaso Krusty, tres caricaturas de Itchy & Scratchy se muestran. Esto irrita a Krusty, ya que él cree que debe ser la estrella del espectáculo y no las caricaturas. Mientras tanto, los Simpson visitan un museo de la televisión que está pronto a ser cerrado. Después de un rato, llegan a una exposición que muestra "Las Aventuras del Gordo Flanagan", que es uno de los programas de televisión favoritos de Homer. Allí, la familia conoce a Annie Dubinsky, la agente del actor que interpretó al Gordo Flanagan. Empiezan a charlar y a fraternizar. Mientras tanto, en los estudios del Canal 6 , durante una reunión de la junta, Krusty es despedido porque "los niños de hoy en día se sienten incómodos con un payaso de quien tienen que buscar referencias en Wikipedia," y debido a esto el show de Itchy & Scratchy ha demostrado ser más popular entre los niños. Krusty va a ver a su actual agente, con la esperanza de conseguir un nuevo trabajo, pero el agente lo deja por haber sido despedido.
Luego que los Simpson hayan dejado el museo, se dirigen a un Krusty Burger donde encuentran a Krusty llorando en una piscina de bolas. Ellos lo animan para que regrese a la televisión, y le informan que conocieron a una agente en el museo que le puede ayudar. Sin embargo, cuando todos van a la oficina de Annie, Annie reconoce de inmediato a Krusty y airadamente le cierra la puerta antes de que pueda entrar. Annie les cuenta que ella fue quien descubrió a Krusty, se convirtió en su primer agente, y fue responsable de su ascenso al éxito. También tuvieron una relación romántica. Pero una vez que alcanzó la fama, Krusty despidió a Annie y la reemplazó con un agente más experimentado, y como resultado puso fin a su relación con ella. De vuelta al presente, se le ruega que lo aceptara de nuevo como un cliente, y ella termina aceptando.
Krusty comienza a realizar su espectáculo en un teatro frente a un público adulto, no frente a los niños como antes. Esto se debe a que Annie sabe que no hay nada que los adultos disfruten más que las cosas que les gustaban cuando eran niños. Las actuaciones son elogiadas tanto por el público y por la crítica, entonces Krusty y Annie iniciar una relación de nuevo. Pronto, una cadena de televisión por cable prémium llamada HBOWTIME le da su propio show a Krusty, y Annie es contratada como productora.  Los ejecutivos del canal pronto se sienten frustrados con Annie por entrometerse demasiado en el espectáculo. Por ejemplo, se niega a dejar que Janeane Garofalo aparezca solo porque es más divertida que Krusty. Incluso persigue a un asistente en un coche de escritorio por afilar su lápiz demasiado. Los ejecutivos deciden despedir a Annie, pero Krusty se niega a continuar sin ella. Por lo tanto la pareja se muda a otro canal donde protagonizan un programa llamado “Sexo Pasando los Sesenta Años”.
- Datos: Q2714611